# غاياتري شاكرافورتي سبيفاك
غاياتري شاكرافورتي سبيفاك ويطلق عليها اختصارا غاياتري سبيفاك، هي ناشطة ومنظرة وناقدة أدبية أمريكية من أصول بنغالية، ولدت في 24 فيفري 1942 بكالكوتا (الهند البريطانية)، تشغل منصب أستاذة في جامعة كولومبيا بنيويورك، عرفت بترجمة De la grammatologie للفيلسوف الفرنسي جاك دريدا إلى اللغة الإنجليزية، كما أن مقالها «هل يستطيع التابع أن يتكلم؟» المنشور عام 1985  يعد من النصوص المؤسسة لـ ما بعد الكولونيالية،  وتعد سبيفاك حاليًا من أهم الشخصيات العالمية المؤثرة في النقد الحضاري والأدب.
حصلت سبيفاك على جائزة كيوتو للفنون والفلسفة لعام 2012 لكونها «عالمة نظريات ناقدة (منظرة ناقدة) ومعلمة تدافع عن العلوم الإنسانية ضد الاستعمار الفكري فيما يتعلق بالعالم المعولم». في عام 2013، حصلت على جائزة بادما بوشان، وهي ثالث أعلى جائزة مدنية تمنحها جمهورية الهند.

## حياتها
ولدت سبيفاك تحت اسم غاياتري شاكرافورتي في كلكتا، الهند، ووالداها باريس تشاندرا وسيفاني شاكرافورتي. كان جدها الأكبر براتاب تشاندرا ماجومدار طبيبًا للسري (كلمة هندية شرفية تدل على الثروة والازدهار) راماكريشنا. والدها باريس تشاندرا تشاكرابارتي لُقن  ديكشا من قبل السري سارادا ديفي، ولُقنت والدتها الديكشا سيفاني تشاكرابارتي، من قبل سوامي شيفاناندا. بعد الانتهاء من تعليمها الثانوي في مدرسة أبرشية سانت جون الثانوية العليا للبنات، التحقت سبيفاك بكلية بريزيدينسي في كلكتا التابعة لجامعة كلكتا، وتخرجت منها في عام 1959.
في عام 1961، التحقت سبيفاك ببرنامج للدراسات العليا في اللغة الإنجليزية بجامعة كورنيل، وسافرت مستخدمةً أموال مقترضة مما يسمى «صك رهن الحياة». في عام 1962، بعد أن عجزت عن الحصول على مساعدة مالية من قسم اللغة الإنجليزية، انتقلت إلى الأدب المقارن، وهو برنامج جديد في جامعة كورنيل، تحت إشراف مديرها (مرشدها) الأول، بول دي مان، مع عدم كفاية التحضير باللغتين الفرنسية والألمانية. أطروحتها، التي نصحها بها بول دي مان، كانت عن ويليام بتلر ييتس وبعنوان نفسي يجب عليّ طبعة جديدة: حياة وشعر ويليام بتلر ييتس. في عام 1959، بعد التخرج، حصلت على وظيفة كمدرسة للغة الإنجليزية لأربعين ساعة في الأسبوع. كانت أطروحتها للماجستير حول تمثيل (تصوير) البراءة في (شعر) وردزورث مع ميير هوارد أبرامز. في 1963-1964، التحقت بكلية جيرتون في جامعة كامبريدج، كطالبة أبحاث تحت إشراف البروفيسور توماس رايس هين، وكتبت عن تمثيل مراحل تطور موضوع القصيدة الغنائية في شعر ويليام بتلر ييتس. قدمت دورة في صيف عام 1963 حول «ييتس وموضوع الموت» في مدرسة ييتس الصيفية في سلايغو، أيرلندا. (عادت إلى هناك في عام 1987 لعرض موقف ييتس في فترة ما بعد الاستعمار).
في خريف عام 1965، أصبحت سبيفاك أستاذة مساعدة في قسم اللغة الإنجليزية في جامعة آيوا. ثُبتت في عملها في عام 1970. لم تنشر رسالتها للدكتوراه، لكنها قررت أن تكتب كتابًا انتقاديًا عن ييتس الذي سيكون متاحًا لطلابها الجامعيين دون المساس بمواقفها الفكرية. وكانت النتيجة هي كتابها الأول، الذي كتبته للشباب، «حياة وشعر ويليام بتلر ييتس».
في عام 1967، في محاولاتها المعتادة لتطوير نفسها، اشترت سبيفاك كتابًا، لمؤلف غير معروف بالنسبة لها، بعنوان (بالفرنسية دو لا غراماتولوجي) عن علم النحو. قررت ترجمة الكتاب ككتاب من قبل مؤلف مجهول، وكتبت مقدمة مترجم طويلة. حقق هذا الكتاب نجاحًا على الفور، واستُخدمت مقدمة المترجم في جميع أنحاء العالم كمقدمة للفلسفة التفكيكية التي بدأها المؤلف، جاك دريدا، الذي التقته سبيفاك في عام 1971.
في عام 1974، في جامعة ولاية آيوا، أسست سبيفاك الماجستير في الفنون الجميلة في الترجمة في قسم الأدب المقارن. في العام التالي، أصبحت مديرة برنامج الأدب المقارن ورُقيت إلى منصب أستاذ كامل. في عام 1978، أصبحت أستاذة العلوم الإنسانية الوطنية في جامعة شيكاغو. تلقت العديد من الدعوات كأستاذ زائر مقيم وزمالات لاحقة.ش
في عام 1978، التحقت بجامعة تكساس في أوستن كأستاذة للغة الإنجليزية والأدب المقارن. في عام 1982، عُينت كأستاذة للونجستريت في اللغة الإنجليزية والأدب المقارن في جامعة إيموري. في عام 1986، أصبحت أول أستاذة لميلون للغة الإنجليزية في جامعة بيتسبرغ. أسست هناك برنامج الدراسات الثقافية. من عام 1991، كانت عضوًا في هيئة التدريس بجامعة كولومبيا كأستاذة لمؤسسة أفالون في العلوم الإنسانية، وفي عام 2007، أصبحت أستاذة جامعية في العلوم الإنسانية.
عملت سبيفاك في المجلس الاستشاري للعديد من المجلات الأكاديمية، بما في ذلك مجلة الاختلافات وساينز (العلامات): مجلة المرأة في الثقافة والمجتمع، ودياسبورا (الشتات): مجلة الدراسات عبر الوطنية.
بالإضافة لكتاب دريدا، ترجمت سبيفاك أيضًا رواية الخيال للمؤلفة البنغالية، ماهاسويتا ديفي؛ شعر الشاعر البنغالي من القرن الثامن عشر رامبراساد سين. وأحدث أعمالها ترجمة «موسم في الكونغو» لإيمي سيزير، شاعر وكاتب مقالات ورجل دولة من المارتينيك. في عام 1997 حصلت على جائزة لعملها في الترجمة إلى الإنجليزية من أكاديمية ساهيتيا -الأكاديمية الوطنية للآداب في الهند.

## كتبها المترجمة للعربية
- هل يستطيع التابع أن يتكلم؟ ترجمة: خالد حافظي، دار (صفحة سبعة).[23]